# Benigno Malo
Benigno Malo Valdivieso (10 de marzo de 1807 - 2 de abril de 1870) fue un abogado, político, diplomático y educador ecuatoriano que vivió durante las independencias, la creación de la Gran Colombia y el nacimiento de Ecuador.Su carrera política fue dilatada y se destacó como un defensor del federalismo político en sus escritos, algo que sería resaltado por escritores importantes como Pío Jaramillo Alvarado. Además sería el Primer Rector de la Universidad de Cuenca. En su honor se construyó el Colegio Benigno Malo en Cuenca que es un ícono de la ciudad.

## Biografía

### Primeros años
Nació en Chuquipata, sector ahora conocido como Javier Loyola, parroquia del cantón de Azogues. Fue bautizado, recibiendo óleo y crisma, en Cuenca, el 10 de marzo de 1807. Fue el segundo de trece hermanos, hijo de Miguel Gil-Malo y de la Peña y de Teresa Valdivieso y Carrión. Su hermano menor, fue el destacado empresario Luis Malo Valdivieso.Sus primeros estudios los recibió en el Colegio Seminario y realizó sus estudios de Filosofía y Derecho en el Colegio de San Luis de Quito, donde fue testigo de la Batalla del Pichincha y se licenció como abogado en 1829.

### Carrera política

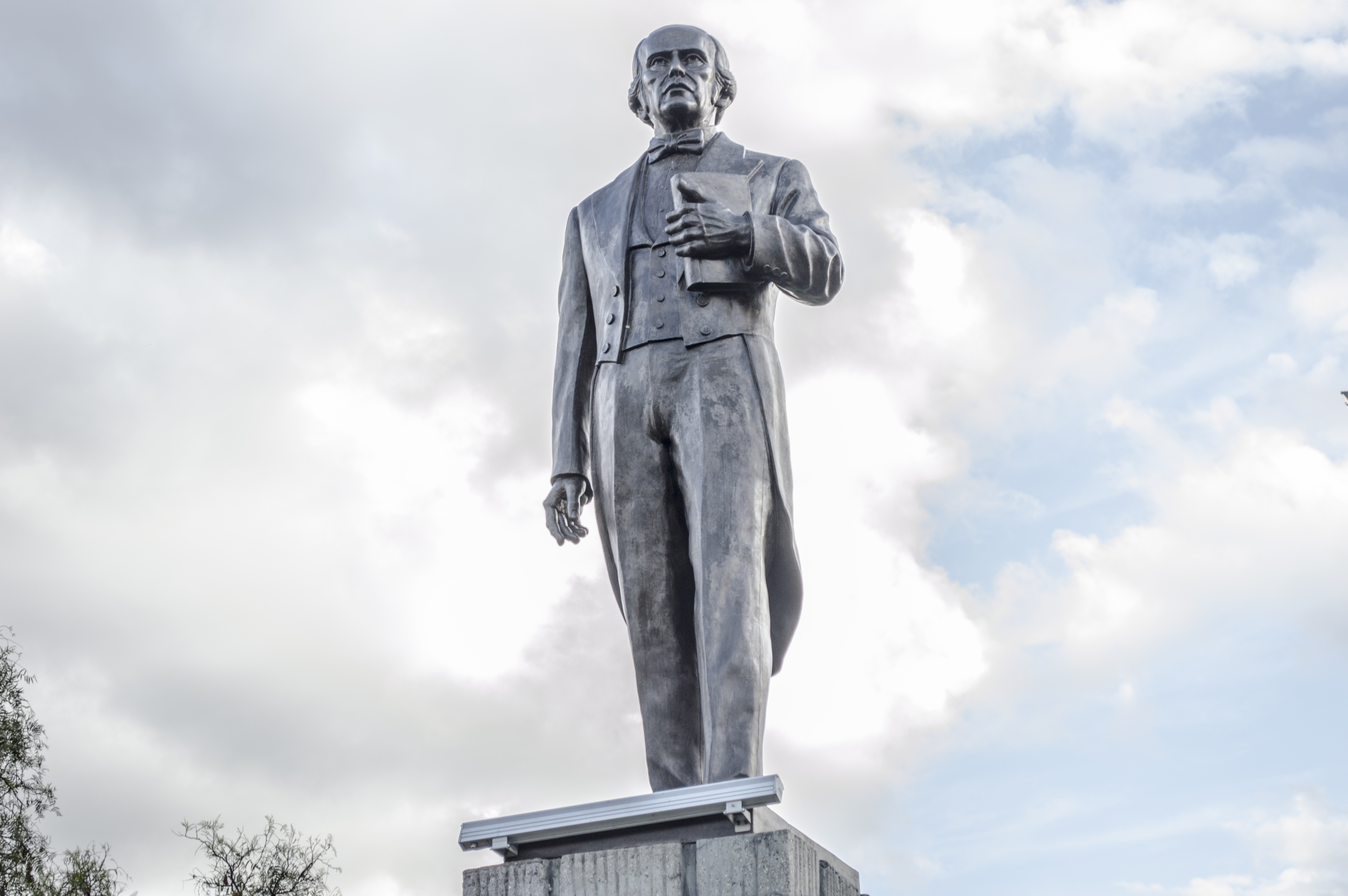
Estatua de Benigno Malo ubicado en la Av. Fray Vicente Solano de la ciudad de Cuenca, Ecuador.

Benigno Malo fue un abogado importante que vivió épocas cruciales durante el inicio de Ecuador. El 3 de noviembre de 1820 firmó el Acta de la Independencia de Cuenca por la parroquia de Chuquipata. Tuvo destacadas participaciones como servidor público durante la Gran Colombia puesto que fue además Ministro de la Corte Superior de Justicia de Cuenca en 1822. Más tarde, Simón Bolívar le nombró Miembro de la Junta Provisional del Departamento del Sur en 1829. Esto tenía como fin el control de los Departamentos de Guayaquil y el Azuay, durante el último año de la Gran Colombia. Una vez creado el nuevo país Ecuador, sirvió como Gobernador del Azuay en 1832. Fue diputado por la Provincia de Loja en la Convención Nacional de 1834. 

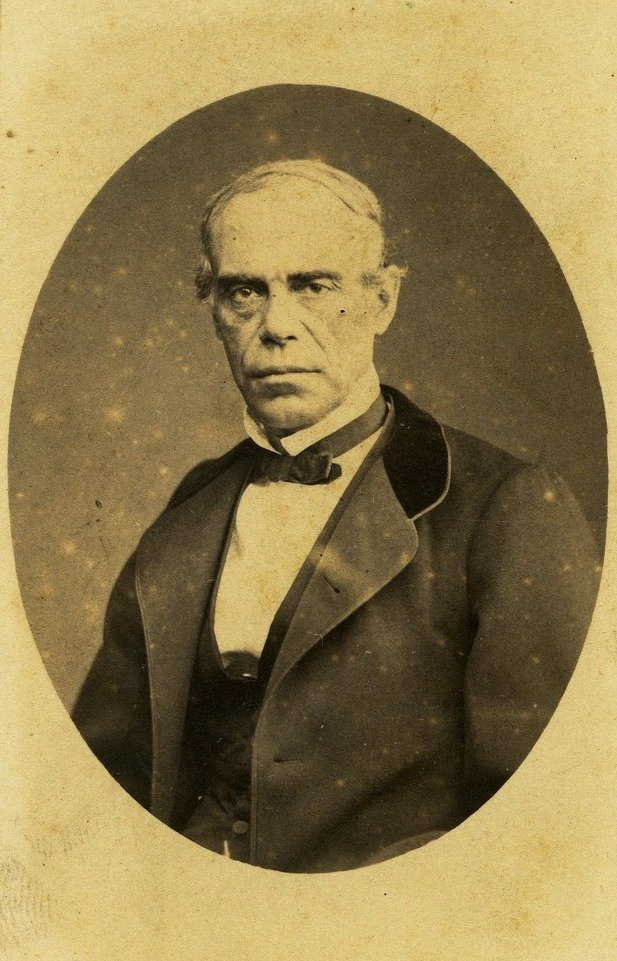
Retrato de Benigno Malo

Formaba parte del gobierno de Juan José Flores cuando en 1845 estalló la Revolución marcista, que fue la reacción de varias personas de Guayaquil que estaban en contra del presidente Flores y querían ponerle fin a su mandato. Para ello, el presidente le envió a Lima como ministro Plenipotenciario pero con el objetivo de armar unos barcos y sorprender a los revolucionarios por la costa, mientras ellos intentaban tomarse la capital. Sin embargo fue impedido por Francisco Eugenio Tamariz, quien sería el nuevo gobernador de Cuenca y además su futuro suegro. Al final la revolución de marzo se llevó a cabo y Malo tuvo que buscar un salvoconducto que le permita regresar a su ciudad donde tuvo que rendir cuentas al gobierno provisional.
Tres años más tarde, sin embargo, fue electo Senador por el Azuay. Más adelante bajo la presidencia de Manuel de Ascázubi y Metheu sería parte del ministerio del Interior y Relaciones Exteriores junto a José Félix Valdivieso. Trabajó mucho por impulsar el desarrollo económico de su país. Suscribió un Tratado de Amistad y Comercio con Perú. Además se enfocó mucho en el desarrollo de la industria del tejido de sombreros, y promocionó la minería de Zaruma y la canela de Macas. Años más tarde fue nuevamente Gobernador de la Provincia de Azuay entre 1863 y 1864 y dos veces ministro del Interior y Relaciones Exteriores. También fue profesor y primer rector de la Universidad de Cuenca entre 1867 y 1868.

### Fallecimiento

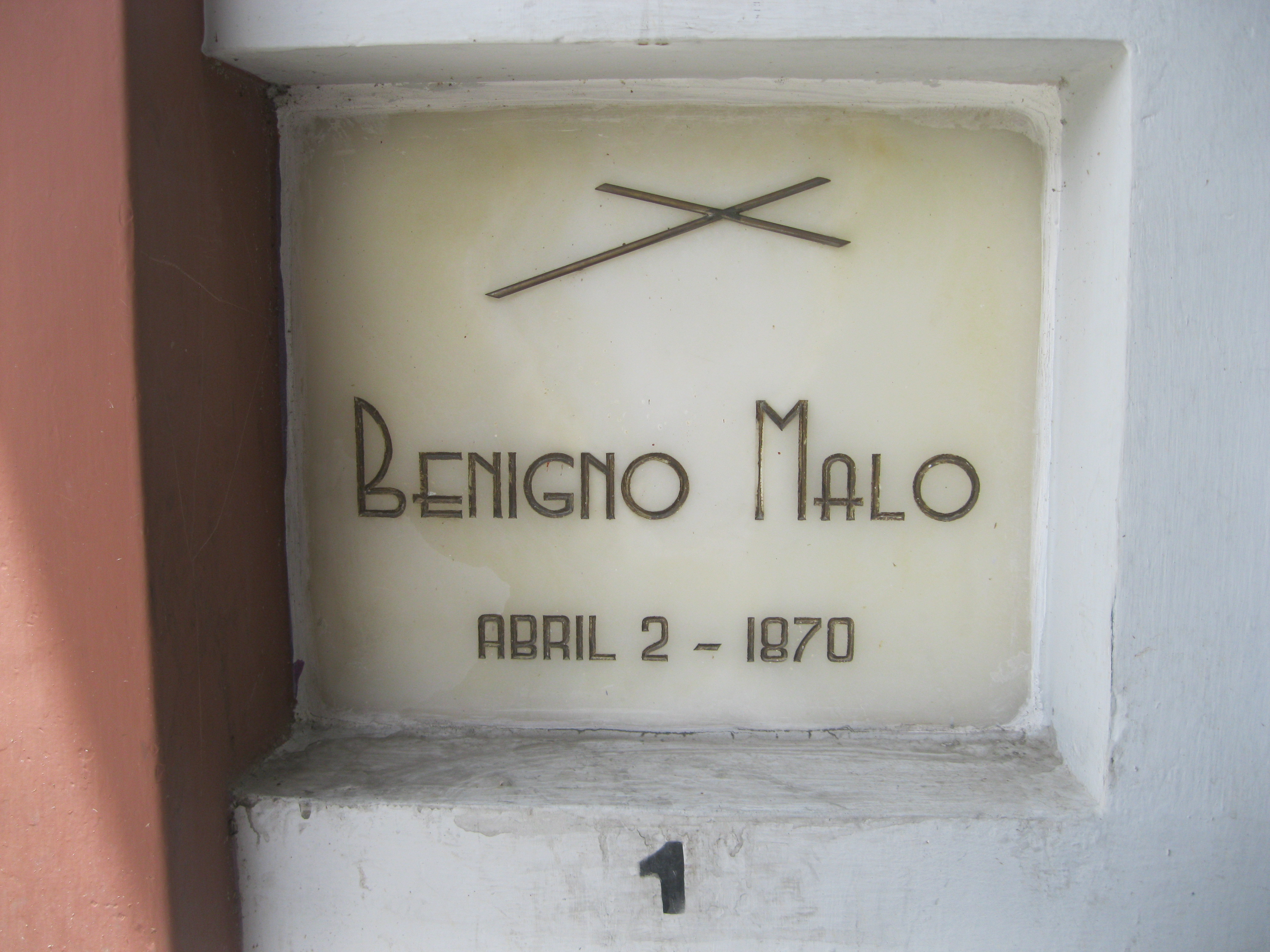
Lápida de la tumba número uno de Benigno Malo en el mausoleo de personajes ilustres del cementerio de Cuenca, Ecuador

Pasó a la historia como un político serio que navegó circunstancias muy difíciles durante la naciente república. Formó parte del proceso de independencias, fue un político destacado durante la Gran Colombia y desde el nacimiento de Ecuador participó activamente en su larga carrera con varios gobiernos. Destacó por sus esfuerzos para fomentar el desarrollo económico e industria de su país. Además fue pionero en la educación universitaria de Cuenca, su ciudad natal a quien siempre representó políticamente.
Fue muy destacada su oratoria y en 1940, su nieto Alejandro Malo Torres editó un libro con sus “Escritos y Discursos” que se compilan en 518 páginas. También destacaría Julio Tobar Donoso su inteligencia y capacidad para la oratoria: "Jamás sacrificó la lógica, la claridad, la sencillez, presentando los argumentos en la forma más atractiva, con imágenes bellas; calificando a los hombres en una sola palabra pues sabía pintarlos con brío." Murió el 2 de abril de 1870 al poco tiempo de contraer pulmonía.

## Cargos ocupados

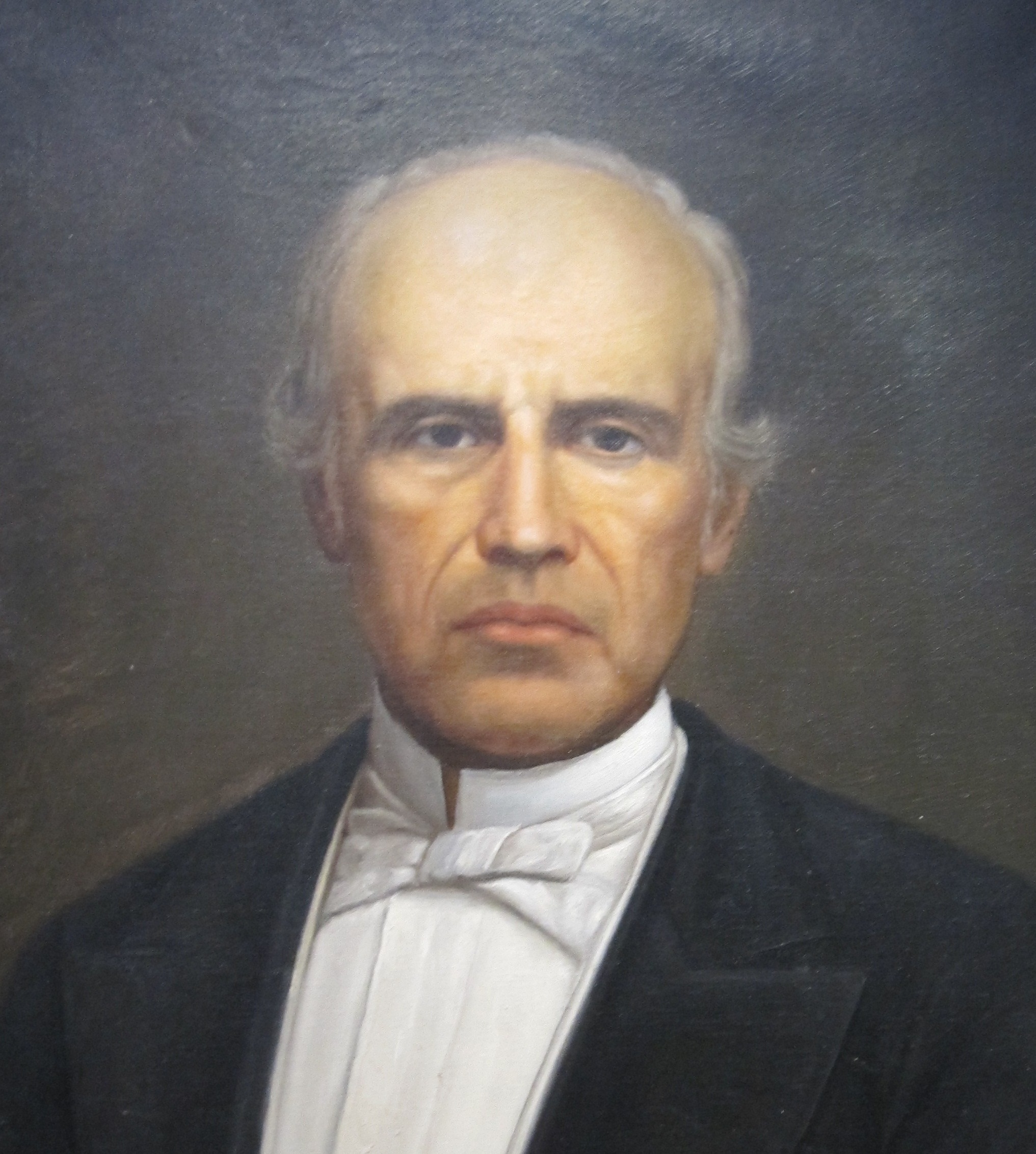
Retrato de Benigno Malo

Se presenta a continuación la lista de cargos que ocupó en su dilatada carrera Benigno Malo que alterna entre cargos de diputado, parlamentario, gobernador y ministro. Así como Docente y rector en lo académico.
- Servidor público, firmó el acta de la Independencia de Cuenca, por la parroquia de Chuquipata (1820)
- Ministro de la Corte Superior de Justicia de Cuenca (1822)
- Miembro de la Junta Provisional del Departamento del Sur (1829)
- Gobernador de la provincia del Azuay (1832)
- Diputado por la Provincia de Loja en la Convención Nacional (1834)
- Parlamentario en representación de la provincia de Loja (1835)
- Diputado electo por la provincia del Azuay (1847)
- Ministerio del Interior y Relaciones Exteriores (1847)
- Docente de la cátedra de Filosofía en el Colegio Seminario (1829)
- Parlamentario en representación de la provincia de Loja (1835)
- Administración de Justicia de la Corte Superior de Cuenca (1839)
- Ministro de Gobierno y Relaciones Exteriores (1843)
- Diputado electo de la provincia del Azuay (1848)
- Ministro del Interior y Relaciones Exteriores (1849)
- Gobernador de la provincia del Azuay (1863- 1864)
- Primer Rector de la Universidad de Cuenca (1867)
- Docente (1867-1868)

## Obras
Su obra fue fraccionaria y se publicó en su mayoría después de su muerte. 
- Exposición de la legación del Ecuador en el Perú, 1913, 77 pp.
- Escritos y Discursos, 1940, 518 pp.
- Benigno Malo, 1807-1870, publicado póstumamente en 2007, 178 pp.